# Rat-Zinger
 (juillet 2023).
Rat-Zinger est un groupe espagnol de punk metal, originaire de Bilbao, au Pays basque. Son style musical se caractérise par des paroles très violentes, pleines de critiques envers l'église, le fascisme et la répression policière. Ils abordent également de nombreux autres sujets, mais toujours avec un point de vue agressif et très direct.

## Histoire
Le groupe est formé à Bilbao en 2009, après la séparation du groupe Anarko, où Podri et Pinky jouaient ensemble. Le groupe a commencé à jouer en 2009, se produisant quelques mois après leur formation en première partie des Misfits au Rock Star de Bilbao.
Au moment où l'agitation autour du nom est apparue, ils avaient déjà beaucoup de choses de prévues et étaient pressés de les réaliser. Les mois passent entre les nuances du répertoire et les ajustements logiques du line-up (Calico Pinky à la basse, Podri au chant et Javi (Puñales) à la guitare, avec plusieurs candidats à la batterie jusqu'à présent), mais l'important est qu'ils façonnent leur premier album, Cartas al Vaticano (Mauka Musikagintza, 2010). Ce premier travail, enregistré avec soin et avec des moyens professionnels, répond à leurs attentes et constitue une excellente carte de visite qui montre leurs atouts : force rythmique, paroles tranchantes et directes, guitares imbibées de carburant, de volume et de danger.
L'album remplit son rôle, mais les concerts sont l'habitat naturel du groupe, l'endroit où il fait ses preuves et où son nom commence à circuler parmi les punks. Rat-Zinger continue à travailler, réalisant une alchimie avec le hard rock, le heavy metal, le punk rock et le punk hardcore, éléments fondamentaux de leur formule. C'est ainsi qu'arrive leur deuxième album, Crónicas de la destrucción (Mauka Musikagintza, 2013), un album qui les consolide dans le circuit et leur ouvre les portes des festivals de rock, où leur proposition percutante s'intègre parfaitement. Depuis, ils se sont produits dans des festivals tels que AlRumbo Festival, Viña Rock, Rock Fest BCN et Rebujas Rock.
Avec ce deuxième album, l'équipe du groupe s'agrandit, non pas en musiciens, mais en personnel. Ce deuxième album et le premier ont été produits et enregistrés au Koba Estudio, par Xanpe Ruko (PiLT), qui a rejoint le groupe à la batterie après l'enregistrement du premier album et qui est resté jusqu'au troisième album, Rock and roll para hijos de perra (auto-édition / Maldito Records). Cet album a été enregistré par le batteur argentin Nacho (Dr. Saturno), du groupe Cápsula, et après la sortie de l'album, Xabi (Bombardero) Aira a rejoint le groupe en tant que batteur définitif. Des musiciens proches du groupe comme Brigido Duque (Koma, El Drogas) ou Evaristo Páramos (Gatillazo, La Polla Records, The Kagas, The Meas) collaborent à l'album.
En 2015, ils auto-éditent une compilation avec 4 chansons inédites sous le titre No habrá piedad para nadie Vol. 1 qu'ils distribuaient gratuitement depuis leur site web et qu'on ne pouvait se procurer que lors de leurs concerts et auprès de distributeurs alternatifs comme Potencial Hardcore ou Sabandijas Streetwear. C'est en avril 2016 que sort leur nouvel album Larga vida al infierno (Rock Estatal Records, 2016) et qu'ils signent avec le label Rock Estatal Records. En 2018, ils sortent l'album Santa Calavera. En 2022, ils sortent le clip du morceau Una, grande y libre.

### Membres actuels
- Podri — chant
- Pinky (Calico) — basse, chœurs
- Javi (Puñales) — guitare, chœurs
- Xabier del Val — batterie

### Anciens membres
- Xanpe Ruko — batterie
- Nacho (Dr. Saturno) — batterie
- Jon Estankona — batterie

## Discographie

### Albums studio
- 2010 : Cartas al Vaticano
- 2012 : Crónicas de la destrucción
- 2014 : Rock´n´Roll para hijos de perra
- 2016 : Larga vida al infierno
- 2018 : Santa Calavera

### Autres
- 2015 : No habrá piedad para nadie Vol.1 (compilation)
- 2019 : No habrá piedad para nadie Vol.2 (compilation)